# Richard Beyer
Richard Beyer (* 1958 in Offenbach am Main) ist ein deutscher Musiktheoretiker, Musikwissenschaftler und Hochschullehrer.

## Biographie
Richard Beyer studierte die Fächer Schulmusik, Diplom Kirchenmusik und Master Musiktheorie (u. a. bei Richard Rudolf Klein) an der Hochschule für Musik und Darstellende Kunst Frankfurt am Main sowie lateinische Philologie und Musikwissenschaft an der Johann Wolfgang Goethe-Universität Frankfurt am Main. Seine anschließende Promotion im Fachbereich Musikwissenschaft erfolgte 1992 an der Universität Frankfurt mit einer Arbeit über die organalen Satztechniken von Claude Debussy und Maurice Ravel. Betreut wurde seine Dissertation von Lothar Hoffmann-Erbrecht. Nach seinem Studium folgten Unterrichtstätigkeiten an der Hochschule für Musik Frankfurt, der Universität Frankfurt und an der Hochschule für Musik Mainz in den Fächern Musiktheorie/Tonsatz, Gehörbildung, Musikwissenschaft und Musikdidaktik. Es folgte 2004 die Berufung auf eine Professur für Musiktheorie an der Hochschule für katholische Kirchenmusik und Musikpädagogik Regensburg. Dort unterrichtete er bis 2024 die Fächer Musiktheorie/Tonsatz, Gehörbildung, Instrumentation, sowie Formenlehre und Werkanalyse.
Neben seiner Lehrtätigkeit veröffentlichte er Studien zu unterschiedlichen musikwissenschaftlichen und musiktheoretischen Fachgebieten, u. a. zur Satzlehre und zur klavierpraktischen Musiktheorie. Darüber hinaus komponiert er Werke für verschiedene Besetzungen, u. a. für Chor und Orgel.

## Schriften (Auswahl)
- Organale Satztechniken in den Werken von Claude Debussy und Maurice Ravel. Wiesbaden 1992, ISBN 978-3-7651-0286-8.
- Die Fugenschule des Fürstenzeller Zisterziensers Franz Xaver Hochmayr. In: Heinz-Walter Schmitz (Hrsg.): Musik unter Krummstäben. Zur Kirchenmusik des 18. Jahrhunderts im Fürstbistum Passau. Passau 2009, ISBN 978-3-88849-138-2, S. 189–225.
- Orlando di Lassos dreistimmige Motetten aus dem Jahr 1575. In: Ralf Kubicek (Hrsg.): Musiktheorie und Vermittlung. Didaktik, Ästhetik, Satzlehre, Analyse, Improvisation. Hildesheim u. a. 2014, ISBN 978-3-487-15134-2, S. 17–33.